# Merritt Island
Merritt Island – jednostka osadnicza w Stanach Zjednoczonych, w stanie Floryda, w hrabstwie Brevard.